# Camilo Valor Gómez
Camilo Valor Gómez   (València, 29 d'octubre de 1936 - Elda, 17 de març de 2024) fou un polític i empresari valencià, alcalde d'Elda (Vinalopó Mitjà) de 1995 a 1996 i director general de comerç de la Generalitat Valenciana de 2001 a 2005.

## Biografia
Va nàixer a València tot i que pocs mesos després la seua família es traslladà a la capital del Vinalopó Mitjà per tal d'establir dues botigues. Valor va seguir la tradició comercial familiar a més de crear amb el seu germà una empresa de promoció immobiliària. El 1990 assumeix la presidència de l'associació de comerç local i el 1995 aconsegueix accedir a l'alcaldia d'Elda en representació del Partit Popular (PP). Pocs mesos després va ser desallotjat a través d'una moció de censura gràcies a l'acord del PSPV i EUPV.
El 2001 va ser nomenat director general de Comerç i Consum de la Conselleria d'Indústria i Comerç, encapçalada pel conseller Fernando Castelló al Consell presidit per Eduardo Zaplana. A les eleccions municipals de 2003 va tornar a intentar guanyar sense èxit al PSPV a l'ajuntament d'Elda.